# Einar Granberg
Per Einar Kristian August Granberg, född 9 april 1895 i Svegs socken, död 4 december 1948 i Hissmon, Rödöns socken, var en svensk folkskollärare och folklivsforskare.
Einar Granberg var son till folkskolläraren Erik August Granberg. Han avlade studentexamen i Stockholm 1915 och folkskollärarexamen i Härnösand 1917. Från 1920 var han folkskollärare i Krokom. Han var en representant för den generation av norrländska skol- och prästmän som under första hälften av 1900-talet var verksamma som dialektupptecknare och folklorister. Hans forskningar, som åtnjöt understöd från Längmanska kulturfonden, rörde främst allmogens frieriseder och äktenskapsförhållanden i mellersta Norrland ur ekonomisk och social synpunkt. Från 1925 samarbetade han med Landsmålsarkivet i Uppsala. Granberg har bland annat utgett släktboken Rems- och Gammelskogargubbar (1938) samt publicerat uppsatser med ämnen ur norrländsk kulturhistoria.